# Sybrinus crassipes
Sybrinus crassipes är en skalbaggsart som beskrevs av Stefan von Breuning 1950. Sybrinus crassipes ingår i släktet Sybrinus och familjen långhorningar.
Artens utbredningsområde är Kenya. Inga underarter finns listade i Catalogue of Life.